# Sottärna
Sottärna (Onychoprion fuscatus) är en vida spridd fågel i familjen måsfåglar som förekommer i subtropiska och tropiska hav. Jämfört med andra tärnor lever den ett utpräglat pelagiskt liv utanför häckningstid. Arten är mycket talrik och beståndet anses livskraftigt.

## Utseende och läte
Sottärnan är en stor tärna, ungefär lika lång som den kentska tärnan men med ett mindre vingspann. Den har en längd på 42–45 centimeter, varav stjärtspröten utgör sju till tio centimeter hos adulta individer, och ett vingspann på 72–80 centimeter. Vingarna och den kluvna stjärten hos stottärnan är långa. Könen är lika. Den är svartaktigt grå på hjässan, nacken och ovansidan, vit i pannan, på kinden, bröstet och undertill förutom vingpennespetsarna som är mörkgrå och ger vingundersidan ett mörkt brett kantband, som blir bredare ut mot vingspetsen. Den har svarta ben och näbb. 
Till form och fjäderdräkt är den mycket lik tygeltärna (Onychoprion anaethetus) som dock är något mindre, nättare och ljusare. Sottärnan har också en mer kvadratiskt formad vit fläck i pannan och en kortare, mot näbbroten spetsigt formad, tygel.

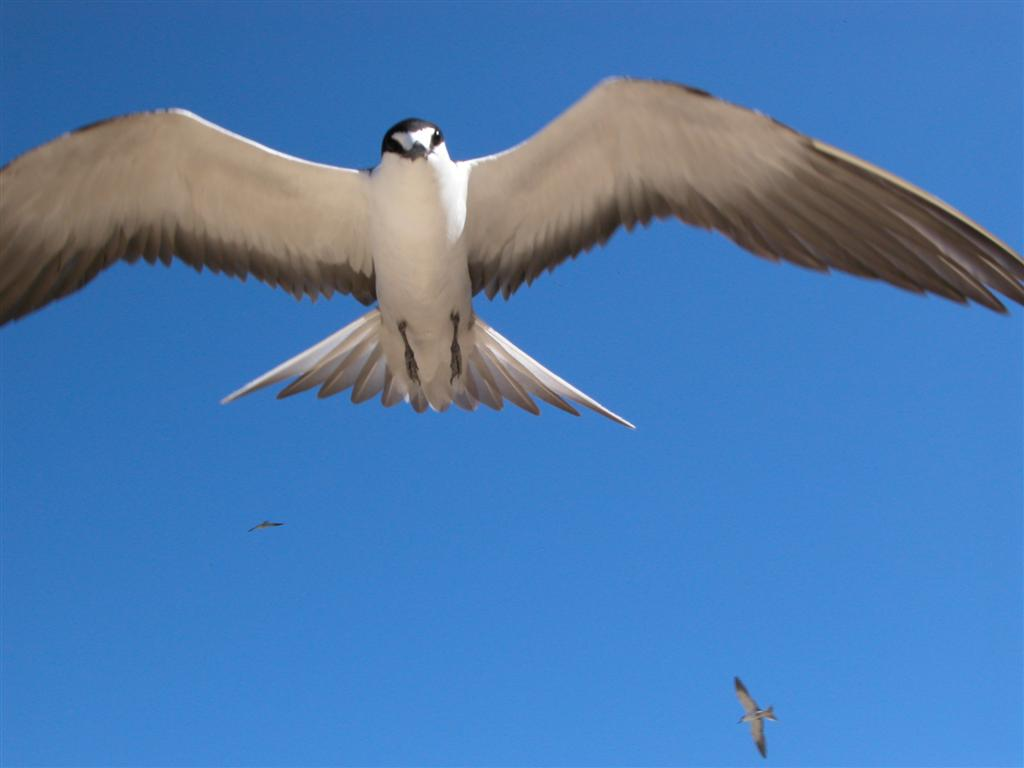

Juvenila sottärnor har gråsvart huvud, bröst, kroppsida och buk, vit undergump och vingundersida, och svartgrå ovansida som är fint gråvattrad. 
Sottärnans läte är ett högt och genomträngande "kvaark" som också beskrivs som "ker-vacki-vack".

## Utbredning och systematik
Sottärnan lever i subropiska och tropiska hav. Den häckar exempelvis i södra delarna av Röda havet och Persiska viken samt på öar i Västindien och runt Ekvatorn. Den är en flyttfågel och övervintrar kring de tropiska haven. Jämfört med andra tärnor lever den ett mycket pelagiskt liv förutom vid häckning. 
Sottärnan observeras sällsynt i holarktis och då ofta utmed Västeuropas kuster på sommaren. Man har observerat två sottärnor i Sverige. De båda adulta individerna sågs från Hallands Väderö i Skåne den 6 juli 1977 och tjugo dagar senare observerades den ena av dessa två igen ifrån Hallands Väderö.

### Underarter
Arten delas upp i åtta underarter med följande utbredning:
- atlantsottärna[7] Onychoprion fuscatus fuscatus – Mexikanska golfen, östra Mexiko och Västindien samt öar i Guineabukten
- Onychoprion fuscatus nubilosus – södra Röda havet och Indiska oceanen till Ryukyuöarna, Indonesien och Filippinerna
- Onychoprion fuscatus serratus – Nya Guinea, Nya Kaledonien och i Australien
- Onychoprion fuscatus kermadeci – Kermadecöarna
- Onychoprion fuscatus oahuensis – Boninöarna till Hawaii och öar i södra Stilla havet
- Onychoprion fuscatus luctuosus – Juan Fernandezöarna (utanför Chile)
- Onychoprion fuscatus crissalis – öar utanför västra Mexiko och Centralamerika söderut till Galapagosöarna

Underarten kermadeci inkluderas ofta i serratus.

### Släktestillhörighet
Tidigare placerades sottärnan i släktet Sterna, men genetiska studier visar att det är parafyletiskt i förhållande till tärnorna i Chlidonias. Dess närmaste släktingar är söderhavstärna, tygeltärna och beringtärna.

## Ekologi
Sottärnor häckar i kolonier på bergs- eller korallöar, där den bygger bo i håligheter i marken och lägger ett till tre ägg. Den lever på att fånga fisk i närheten av havsytan och fiskar ofta i flock. Sottärnan kommer endast i land för att para sig och kan stanna ute till havs genom att glidflyga eller flyta på vågorna i tre till tio år i sträck.

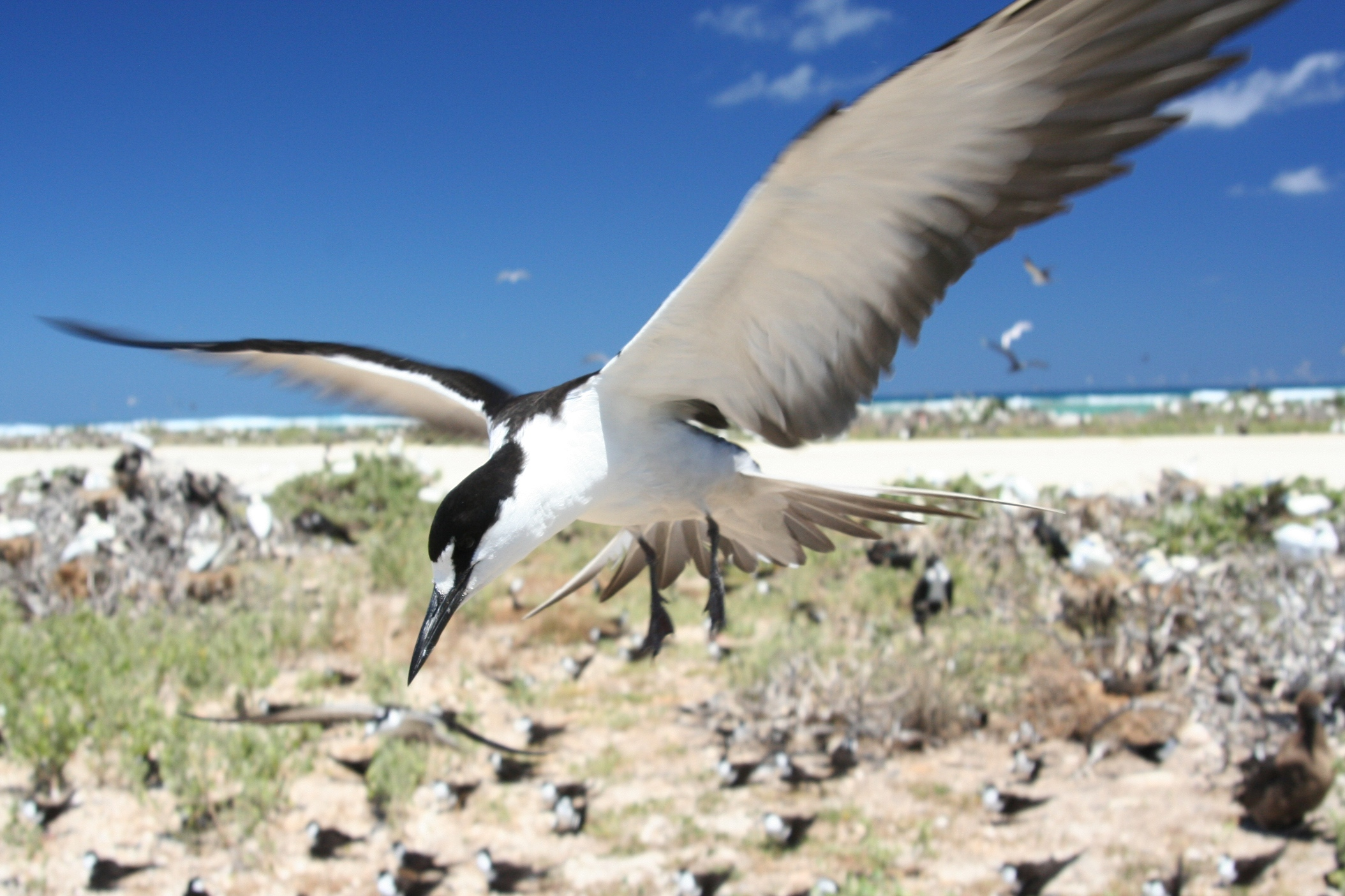
Sottärna ovanför en koloni.

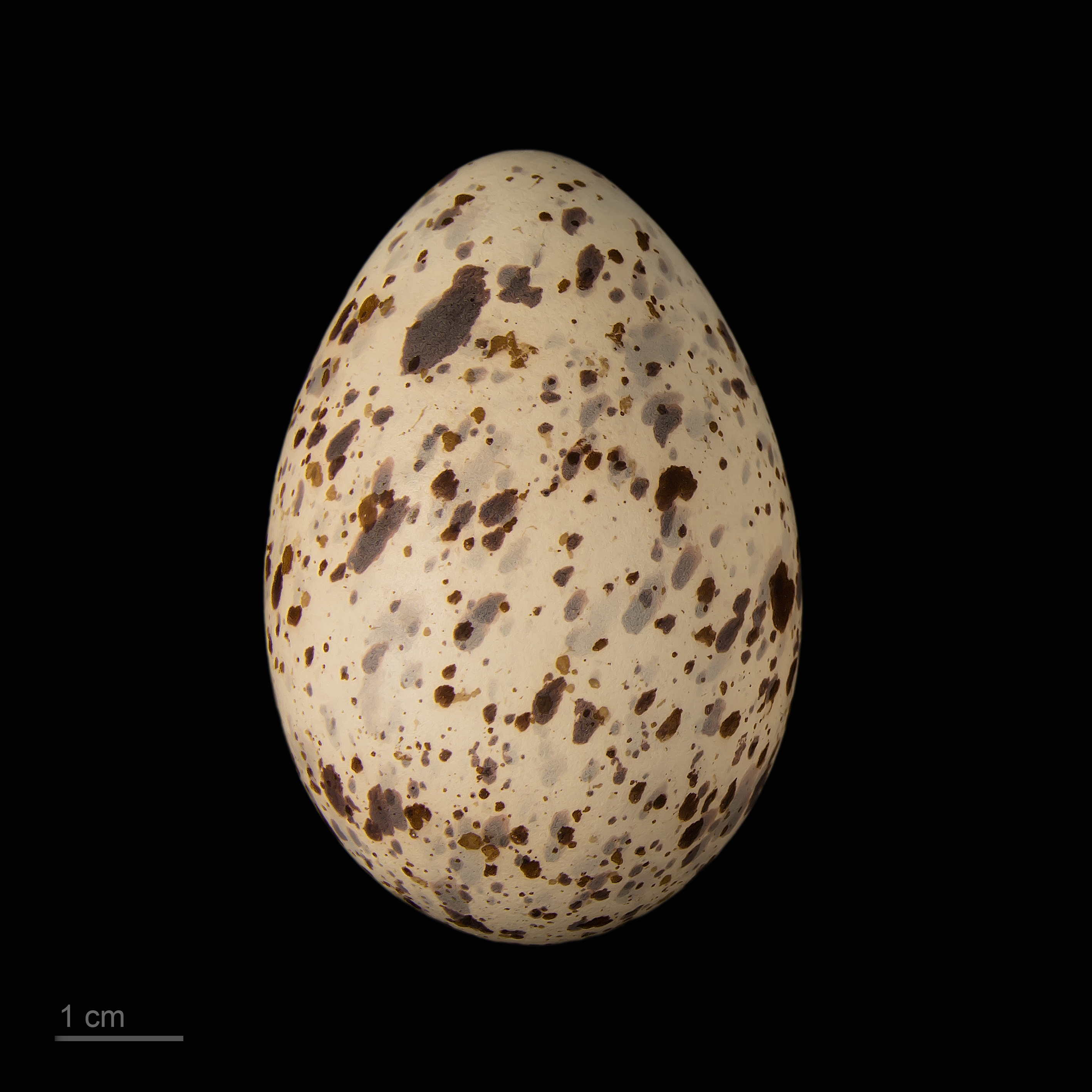
Sottärnans ägg, ett museispecimen.

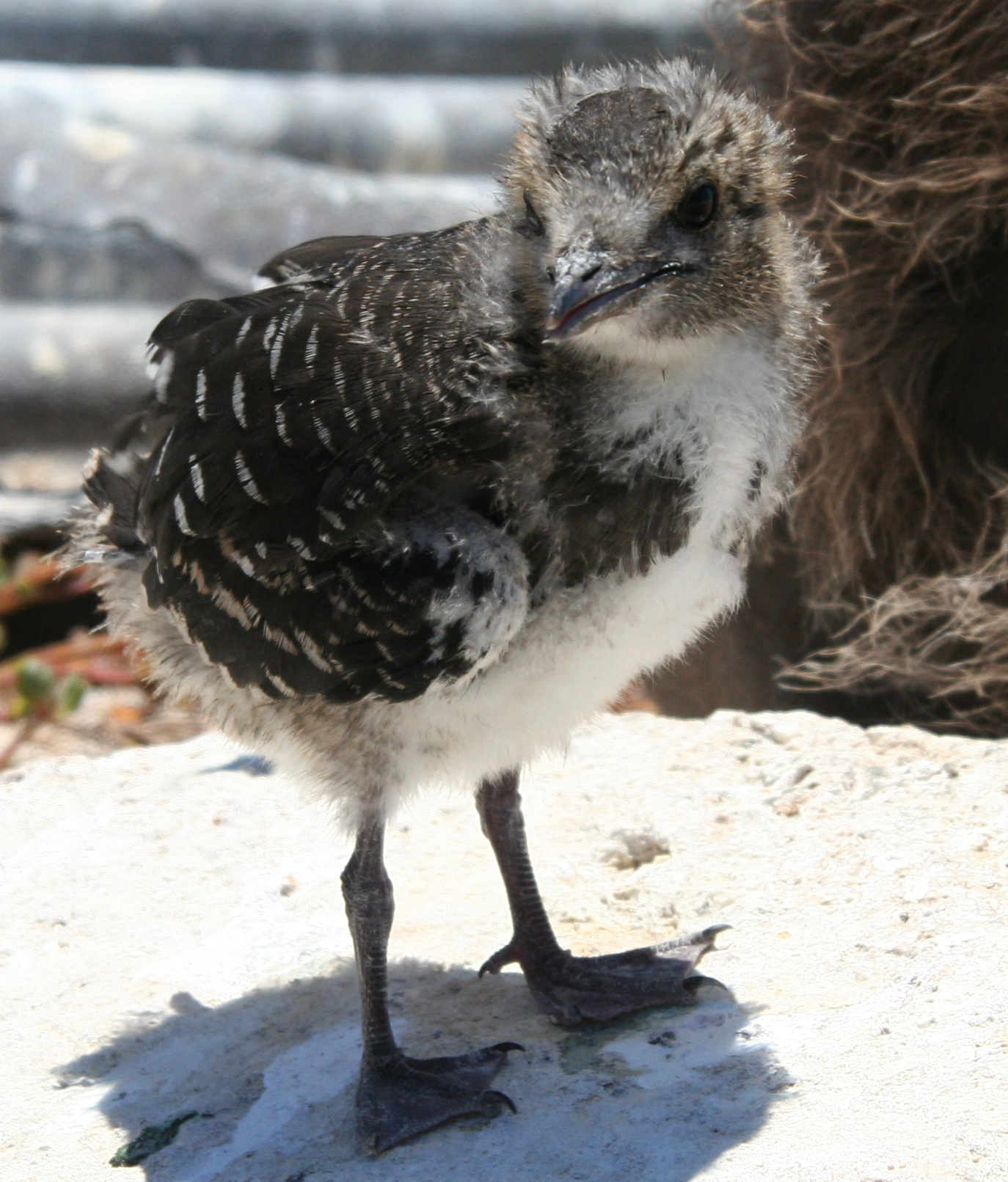
Sottärneunge.

## Status och hot
Artens populationstrend är okänd, men utbredningsområdet är relativt stort, liksom populationen. Internationella naturvårdsunionen IUCN anser inte att den är hotad och placerar den därför i kategorin livskraftig. Världspopulationen uppskattas till hela 35 miljoner individer.
Vissa kolonier, som den på ön Ascension i södra Atlanten, hotas av predation från införda råttor och katter. På Bird Island i Seychellerna har kolonin istället påverkats negativt av en invasiv myra, Anoplolepis longipes. I Australien har antalet häckande fåglar minskat i takt med ökad vattentemperatur i havet, i motsats till tygeltärnan som format nya kolonier längre söderut. Variation i ytvattentemperatur har visats påverka sottärnans födosökningsframgång negativt och därmed häckningsframgången. Tidigare ihållande skattning av ägg har lett till att arten flyttat till mindre optimala häckningsplatser, vilket resulterat i högre dödlighet och sämre häckningsframgång.

## Namn
Sottärnans vetenskapliga artnamn fuscatus betyder "mörk".